# Samuel Constantinus Snellen van Vollenhoven

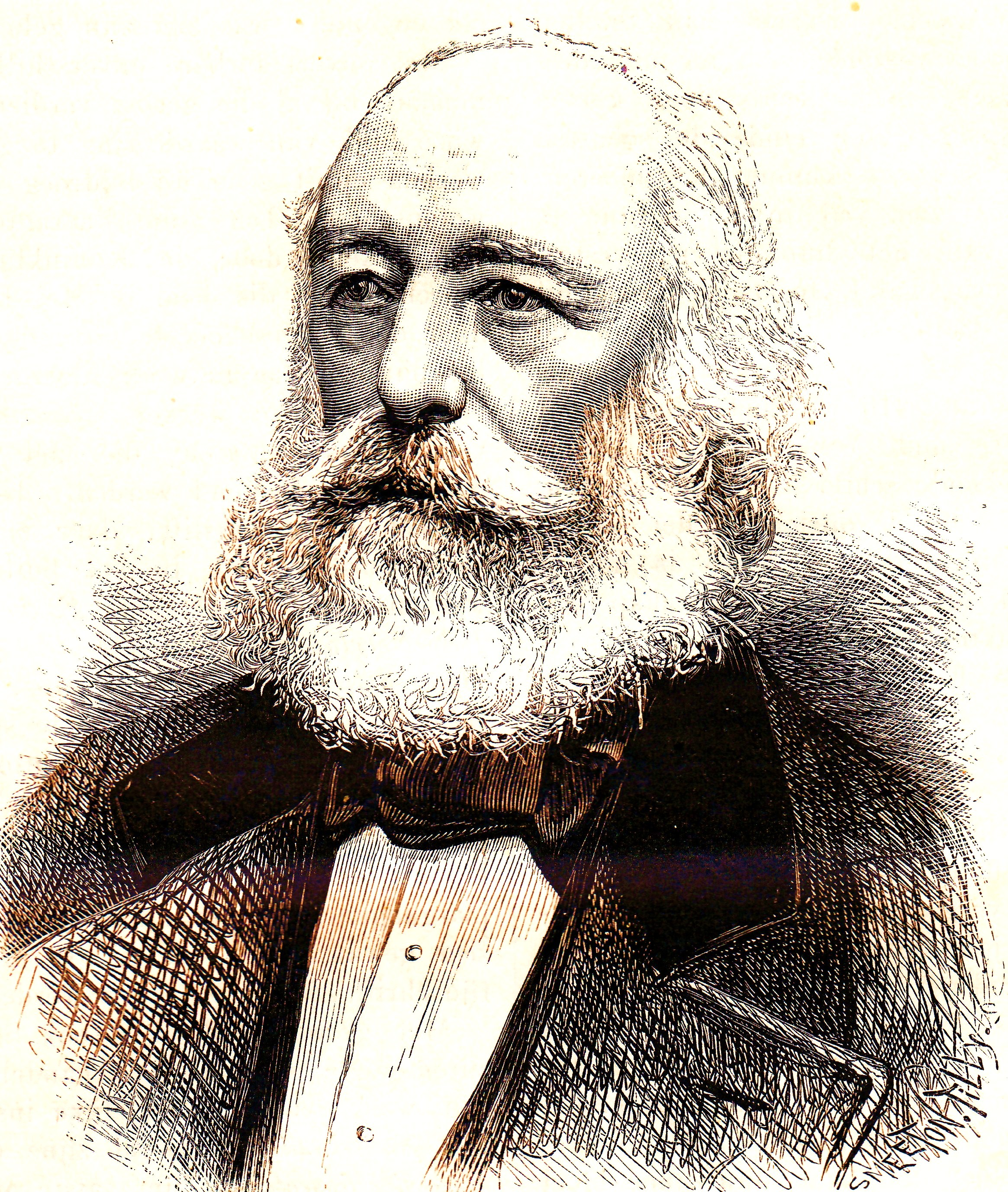
Samuel Constantinus Snellen van Vollenhoven

Samuel Constantinus Snellen van Vollenhoven (18 de octubre de 1816, Róterdam - 22 de marzo de 1880) fue un entomólogo holandés. No debe confundirse con Pieter Cornelius Tobias Snellen, otro entomólogo de Róterdam.
Fue conservador de las colecciones entomológicas del Museo de Historia Natural de Leiden, de 1854 a 1873, cuando se retiró debido a problemas de salud. En 1857 fundó Tijdschrift voor Entomologie, una revista de entomología sistemática y evolutiva publicada por la Sociedad de Entomología de los Países Bajos. Snellen van Vollenhoven fue miembro fundador de esta Sociedad. Describió 9 géneros y 471 especies de insectos. Con Frederik Maurits van der Wulp compiló la primera lista de verificación de los dípteros de los Países Bajos.